# Dopravní podnik města České Budějovice
Dopravní podnik města České Budějovice, a.s. (DPmČB) je český dopravce působící v Českých Budějovicích, kde provozuje městskou hromadnou dopravu. Jejím jediným majitelem je Statutární město České Budějovice.
Dopravní podnik byl založen 1. ledna 1950, kdy byl provoz českobudějovické trolejbusové dopravy vyčleněn z Jihočeských elektráren. Současná akciová společnost byla do obchodního rejstříku zapsána 1. září 1997.

## Trolejbusová doprava
Trolejbusy jezdily v Českých Budějovicích na jedné trati již v letech 1909–1914. Rozsáhlejší síť byla vybudována po druhé světové válce, kdy byl provoz zahájen v roce 1948, přičemž trolejbusy přešly od roku 1950 pod hlavičku nově založeného dopravního podniku. Po přehodnocení však došlo k útlumu a v roce 1971 ke zrušení trolejbusové dopravy ve městě. Zcela nový trolejbusový provoz byl vybudován na přelomu 80. a 90. let 20. století, současné trolejbusy zde jezdí od roku 1991. V roce 2009 bylo v provozu šest linek o délce 59 kilometrů.

## Autobusová doprava
První autobusová linka byla dopravním podnikem zavedena již v roce 1951, velký rozmach proběhl především v 70. a 80. letech, kdy v roce 1988 byly v provozu linky o délce téměř 200 kilometrů. V roce 2009 bylo v provozu 13 linek o délce 165 kilometrů.